# Pierre Ndaye Mulamba
Pierre Ndaye Mulamba, anomenat Mutumbula o Volvo, (4 de novembre, 1948 - 26 gener 2019) fou un futbolista de la República Democràtica del Congo.
Jugava de centrecampista. Té el rècord de gols marcats en una fase final d'una Copa d'Àfrica de Nacions amb 9 gols el 1974 a Egipte, on la seva selecció es proclamà campiona. També participà amb Zaire a la fase final de la Copa del Món d'Alemanya 74. Pel que fa a clubs, defensà els colors de l'AS Vita Club de Kinshasa amb el qual guanyà la Lliga de Campions de la CAF el 1973.